# Grace Wanjiru Njue
Grace Wanjiru Njue (* 10. Oktober 1979) ist eine kenianische Geherin.
Wanjiru ist mehrfache kenianische Meisterin im 20-km-Gehen. Ihren ersten nationalen Titel gewann sie 2000. International war sie vor allem bei Leichtathletik-Afrikameisterschaften erfolgreich. 2002 in Radès holte sie die Bronzemedaille auf der 10-Kilometer-Distanz. 2004 in Brazzaville, 2008 in Addis Abeba und 2010 in Nairobi wurde sie jeweils Afrikameisterin über 20 Kilometer. Bei letzterem Sieg stellte sie mit einer Zeit von 1:34:19 Stunden einen afrikanischen Rekord über diese Distanz auf. Bei den Commonwealth Games 2010 in Neu-Delhi wurde sie Dritte.

## Bestleistungen
- 10.000 m Bahngehen: 44:41,8 min (AR), 5. März 2016, Thika
- 10 km Gehen: 51:35 min, 7. August 2002, Radès
- 20 km Gehen: 1:30:43 h (AR), 26. Juni 2016, Durban